# Hygrolembidium ventrosum
Hygrolembidium ventrosum là một loài rêu tản trong họ Lepidoziaceae. Loài này được (Mitt.) R.M. Schust. miêu tả khoa học lần đầu tiên năm 1963.